# Accra - Tema Motorway
De Accra - Tema Motorway (letterlijk: Accra-Tema-autosnelweg) is een autosnelweg in Ghana die de hoofdstad Accra met de stad Tema verbindt. De autosnelweg is 19 kilometer lang en onderdeel van de kustroute N1.
De weg begint bij het Knooppunt Tetteh Quarshie in Accra waar de weg aansluit op de George Walker Bush Motorway (N1) rond Accra en de N4 naar Koforidua. Daarna loopt de weg, zonder aansluitingen door naar Tema. Op dit traject is een tolplein. Uiteindelijk eindigt de weg op een rotonde in Tema, die aansluiting heeft op de N1 naar Sogakope en Lomé en de N2 naar Ho.

## Geschiedenis
De Accra - Tema Motorway werd in 1964 geopend als een van de eerste autosnelwegen van Afrika. De weg zou onderdeel worden van een autosnelwegennetwerk in Ghana, dat was gemodelleerd naar de Duitse Autobahn. Dit netwerk is echter nooit aangelegd.
In 2009 was de snelweg in slechte staat. Daarom werd de weg gereconstrueerd. Dit kostte 500.000 Ghanese cedi (ongeveer 1.000.000 euro).